# Trifolium vavilovii
Trifolium vavilovii är en ärtväxtart som beskrevs av Alexander Eig. Trifolium vavilovii ingår i släktet klövrar, och familjen ärtväxter. Inga underarter finns listade i Catalogue of Life.